# Anne de Bourbon-Parme
Pour les autres membres de la famille, voir Maison de Bourbon-Parme.
 (juillet 2009).
Si vous disposez d'ouvrages ou d'articles de référence ou si vous connaissez des sites web de qualité traitant du thème abordé ici, merci de compléter l'article en donnant les références utiles à sa vérifiabilité et en les liant à la section « Notes et références ».
Titre
Épouse du prétendant au trône de Roumanie
10 juin 1948 – 1er mars 2016
(67 ans, 9 mois et 22 jours)
Anne de Bourbon, princesse de Parme (en roumain : Ana de Bourbon-Parma) est un membre de la branche de la maison de Bourbon ayant régné sur le duché de Parme, portant par son mariage le titre de courtoisie de « reine de Roumanie », née le 18 septembre 1923 dans le 16e arrondissement de Paris en France et morte le 1er août 2016 à Morges en Suisse. Issue d'une branche cadette des Bourbon-Parme, elle est l'épouse de l'ancien roi Michel Ier de Roumanie.

## Biographie

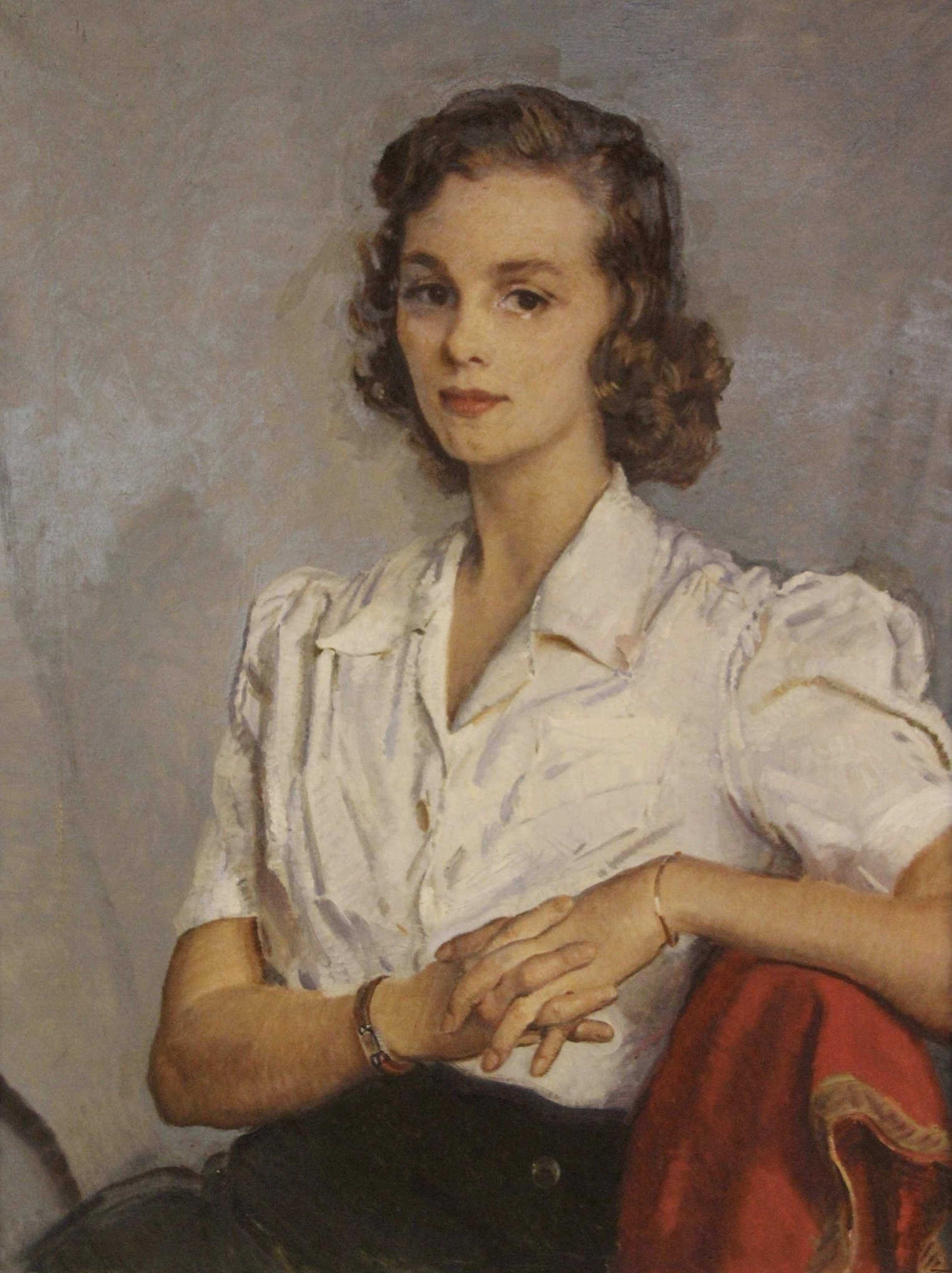
Princesse Anne de Bourbon-Parma, par Ned Murray, 1943.

La princesse Anne est la fille du prince René de Bourbon-Parme (1894-1962) et de la princesse Marguerite de Danemark (1895-1992). Descendant de Louis XIV, elle compte également, parmi ses ancêtres, le roi des Français Louis-Philippe Ier, par sa grand-mère maternelle, la princesse Marie d'Orléans.
Ayant vingt-trois oncles et tantes du côté paternel, elle est, entre autres, la nièce de l'impératrice Zita d'Autriche, de la grande-duchesse Charlotte de Luxembourg et du roi Ferdinand Ier de Bulgarie.
La princesse passe son enfance en France. En 1939, lors de l'Occupation, sa famille se réfugie en Espagne puis au Portugal et enfin aux États-Unis d'Amérique. Elle étudie à la Parsons School of Design de New York de 1940 à 1943. Elle travaille également en tant que vendeuse aux grands magasins Macy's et Bloomingdale's.
En 1943, elle rejoint les Forces françaises libres (FFL), comme conductrice d'ambulance. Elle sert en Algérie, au Maroc, en Italie, au Luxembourg et en Allemagne, et reçoit la Croix de guerre.
En novembre 1947, Anne rencontre le roi Michel Ier lors du mariage de la princesse Élisabeth (future reine du Royaume-Uni) et de Philip Mountbatten, mais leur chemin s’interrompt provisoirement peu de temps après : le roi Michel repart pour la Roumanie où les communistes le forcent à abdiquer le 30 décembre suivant.
Anne et l'ex-roi Michel se marient peu après, le 10 juin 1948, à Athènes, en Grèce, à l'invitation du roi Paul Ier, oncle du roi déchu. 
Après leur mariage, ils ont vécu d'abord à la villa Sparta, près de Florence, en Italie, maison appartenant à la mère du roi, la reine-mère Hélène. En 1949, ils s’installent à Lausanne puis, en 1950, en Angleterre et finalement  à Versoix, près de Genève, en Suisse, en 1956.

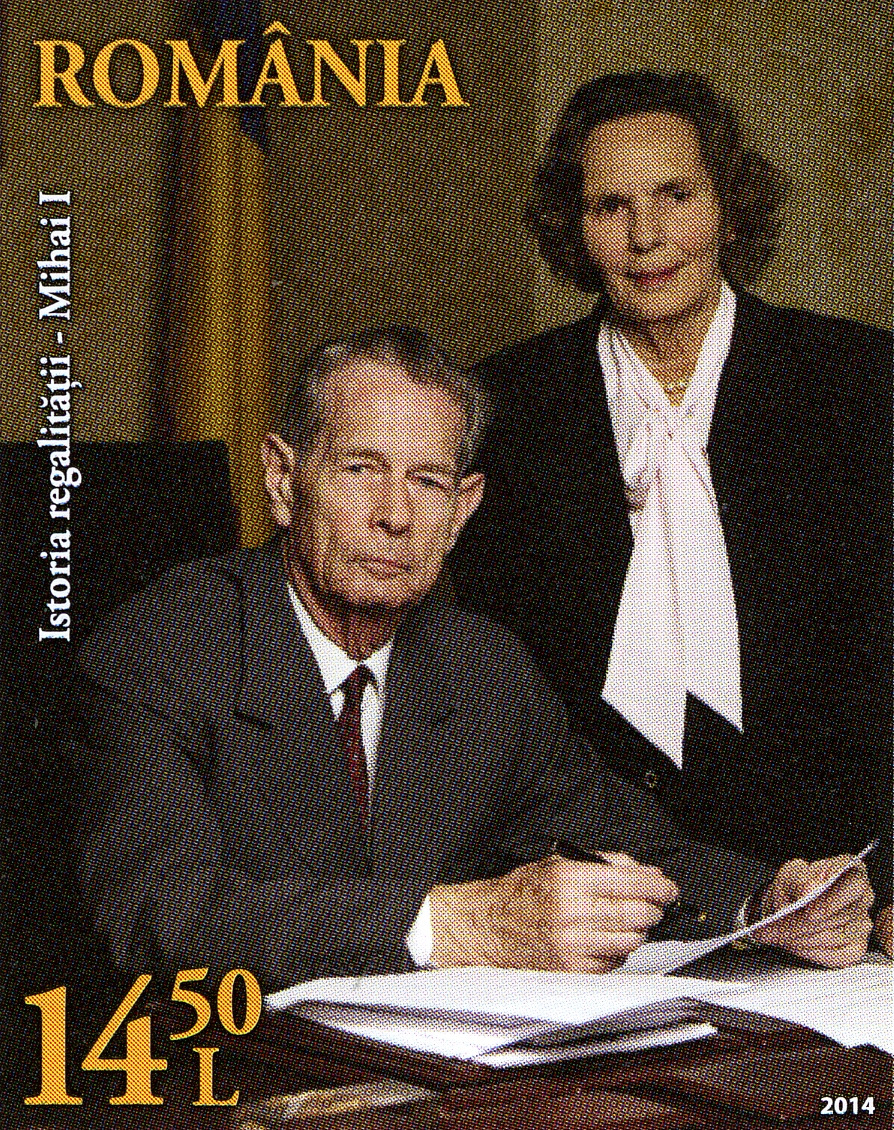
Timbre roumain de 2014 avec portrait de Michel et Anne.

En 1992, Anne et son époux visitent la Roumanie pendant trois jours ; la « reine » se rend ainsi pour la première fois en Roumanie. De 1993 à 1997, en dépit des tentatives répétées, l'ex-roi n'est pas autorisé à entrer à nouveau en Roumanie. Pendant ces années, Anne, représentant son mari, vient dans le pays à plusieurs reprises. Après 1997, les restrictions sont levées et le gouvernement roumain met à disposition du couple le Palais Elisabeta. Les monarques récupèrent aussi certaines propriétés, dont les châteaux de Savarsin et de Peles.
Anne meurt le 1er août 2016 dans un hôpital de Morges, dans le canton de Vaud. Le gouvernement de Roumanie déclare le 13 août comme journée de deuil national et le président Klaus Iohannis, de conviction monarchiste connue, présente ses condoléances à l'ex-roi Michel Ier. Les mêmes dispositions sont prises en Moldavie par le président Nicolae Timofti. Les hommages se déroulent en plusieurs étapes : le mardi 9 août, la dépouille de la « reine » est acheminée depuis la Suisse jusqu'au château de Peleș, ancienne résidence privée royale, pour une cérémonie militaire et religieuse ; le cercueil est ensuite ramené au palais royal de Bucarest, mercredi 10 août, où se déroule une brève cérémonie militaire et religieuse privée en présence des hiérarques de l'Église catholique et l'Église orthodoxe roumaine ; le cercueil est exposé dans la salle du trône où la population lui rend un dernier hommage le 11 et le 12 août. Des funérailles nationales — présidées par Calinic Argatu, archevêque orthodoxe de Curtea de Argeș, et en présence de Ioan Robu, archevêque catholique de Bucarest — sont organisées 13 août au monastère de Curtea de Argeș qui abrite la nécropole des premiers rois de Roumanie. L'ex-roi Michel Ier, lui-même très affaibli par la maladie, ne peut se rendre en Roumanie pour assister aux obsèques de son épouse ; il est représenté par ses filles, la « princesse héritière » Margareta et son époux, le « prince » Radu, la « princesse » Elena et son fils, Nicolas, les « princesses » Sofia et Marie.

## Distinctions
- Croix de guerre 1939–1945
- Commandeur de l'ordre du Mérite agricole

## Famille
En 1948, Anne épouse le roi déchu Michel Ier de Roumanie (1921-2017). Le couple a cinq filles, dont quatre portent à titre de courtoisie le titre de « princesse » et le prédicat d'« altesse royale » :
- Margareta (née le 26 mars 1949 à Lausanne[4]), prétendante au trône de Roumanie depuis le 1er mars 2016 ;
- Elena de Roumanie (née en 1950 à Lausanne), « héritière présomptive de la Couronne » depuis le 1er mars 2016 ;
- Irina de Roumanie (née en 1953 à Lausanne) ; son père l'exclut de la succession en 2014, ainsi que sa descendance, et lui retire son titre de « princesse » et son prédicat d'« altesse royale » ; cependant, sa sœur lui rétablit son titre princier en 2020 ;
- Sofia de Roumanie (née en 1957 à Athènes) ;
- Marie de Roumanie (née en 1964 à Copenhague).

## Titulature
- 18 septembre 1923 - 10 juin 1948 : Son Altesse Royale la princesse Anne de Bourbon, princesse de Parme ;
- 10 juin 1948 - 1er mars 2016 : Sa Majesté la reine de Roumanie
- 1er mars 2016 - 1er août 2016 : Sa Majesté la reine Ana de Roumanie

### Biographie d'Anne de Bourbon-Parme
- (en) Radu Duda, Anne of Romania : A War, an Exile, a Life, Bucarest, The Romanian Cultural Foundation Publishing House, 2002, 199 p. (ISBN 978-973-5-77338-0)

### Autres ouvrages traitant d'Anne de Bourbon-Parme
- (da) Bo Bramsen, Huset Glücksborg : Europas svigerfader og hans efterslægt [« La maison de Glücksbourg : Le beau-père de l'Europe et sa descendance »], vol. 2, Copenhague, Forlaget Forum, 1992, 2e éd. (ISBN 87-553-3230-7).
- (en) Anna Lerche et Marcus Mandal, A royal family : the story of Christian IX and his European descendants [« Une famille royale : l'histoire de Christian IX et de ses descendants européens »], Copenhague, Aschehougs Forlag, 2003, 2e éd. (ISBN 87-151-0955-0).
- (en) Ivor  Porter, Michael of Romania : The King and the Country, Sutton Publishing Ltd, 2005 (ISBN 0750938471)

### Articles de presse
- « Une nonagénaire royale », La Côte,‎ 20 septembre 2013 (lire en ligne)
- (en) « Queen Anne of Romania – obituary », The Daily Telegraph,‎ 1er août 2016 (lire en ligne)
- Troy Lennon, « Italian-Danish princess became queen in exile after marrying ousted Romanian King Michael I », The Daily Telegraph,‎ 2 août 2016 (lire en ligne)
- « La reine Anne de Roumanie », hommage publié dans Royaliste page 2, 13 septembre 2016